# (432949) 2012 HH2
2012 إتش إتش 2 (ويعرف أيضًا باسم (432949) 2012 إتش إتش 2 وفق تسمية الكوكب الصغير) (بالإنجليزية: 2012 HH2)‏ هو كويكب ضمن حزام الكويكبات؛ وترتيبه 432949 من حيث الاكتشاف.
اكتُشف هذا الجُرم الفلكي بواسطة Tomáš Vorobjov ‏ في 19 أبريل 2012.

## وصلات خارجية
- (432949) 2012 HH2 في قاعدة بيانات مختبر الدفع النفاث لأجرام النظام الشمسي الصغيرة

- الاكتشاف · مخطط المدار ·  العناصر المدارية · المعلمات المادية

- (432949) 2012 HH2 على موقع ويكي سكاي: DSS2, SDSS, GALEX, IRAS, Hydrogen α, X-Ray, Astrophoto, Sky Map, Articles and images